# العلاقات العراقية المالطية
العلاقات العراقية المالطية هي العلاقات الثنائية التي تجمع بين العراق ومالطا.

## مقارنة بين البلدين
هذه مقارنة عامة ومرجعية للدولتين:
| وجه المقارنة                                              | العراق                       | مالطا                                                     |
| --------------------------------------------------------- | ---------------------------- | --------------------------------------------------------- |
| المساحة (كم2)                                             | 437.07 ألف                   | 316                                                       |
| عدد السكان (نسمة)                                         | 38.27 مليون                  | 465.29 ألف                                                |
| الكثافة السكانية (ن./كم²)                                 | 87.56                        | 147.24 ألف                                                |
| العاصمة                                                   | بغداد                        | فاليتا                                                    |
| اللغة الرسمية                                             | اللغة العربية، اللغة الكردية | اللغة المالطية، لغة إنجليزية                              |
| العملة                                                    | دينار عراقي                  | يورو، ليرة مالطية                                         |
| الناتج المحلي الإجمالي (بليون دولار)                      | 197.72 مليار                 | 12.54 مليار                                               |
| الناتج المحلي الإجمالي (تعادل القوة الشرائية) بليون دولار | 560.73 مليار                 | 14.68 مليار                                               |
| الناتج المحلي الإجمالي الاسمي للفرد دولار أمريكي          | 4.94 ألف                     | 22.60 ألف                                                 |
| الناتج المحلي الإجمالي للفرد دولار أمريكي                 | 15.06 ألف                    |                                                           |
| مؤشر التنمية البشرية                                      | 0.654                        | 0.839                                                     |
| رمز المكالمات الدولي                                      | +964                         | +356                                                      |
| رمز الإنترنت                                              | .iq                          | .mt                                                       |
| المنطقة الزمنية                                           | ت ع م+03:00، ت ع م+04:00     | توقيت وسط أوروبا، ت ع م+01:00، ت ع م+02:00، أوروبا/مالطا ‏ |

## منظمات دولية مشتركة
يشترك البلدان في عضوية مجموعة من المنظمات الدولية، منها:
| علم المنظمة | اسم المنظمة                        | تاريخ انضمام العراق | تاريخ انضمام مالطا |
| ----------- | ---------------------------------- | ------------------- | ------------------ |
|             | الاتحاد الدولي للاتصالات           | 12 نوفمبر 1928      | 1965               |
|             | منظمة حظر الأسلحة الكيميائية       | ?                   | ?                  |
|             | يونسكو                             | 21 أكتوبر 1948      | 10 فبراير 1965     |
|             | الأمم المتحدة                      | 21 ديسمبر 1945      | 1 ديسمبر 1964      |
|             | وكالة ضمان الاستثمار متعدد الأطراف | 6 أكتوبر 2008       | 12 سبتمبر 1990     |
|             | مؤسسة التمويل الدولية              | 27 ديسمبر 1956      | 1 يونيو 2005       |
|             | البنك الدولي للإنشاء والتعمير      | 27 ديسمبر 1945      | 26 سبتمبر 1983     |
|             | الاتحاد البريدي العالمي            | ?                   | ?                  |
|             | منظمة الشرطة الجنائية الدولية      | ?                   | ?                  |

## وصلات خارجية
- موقع وزارة الخارجية العراقية
- موقع وزارة الخارجية المالطية